# 林道紀泉高原線
林道紀泉高原線（りんどうきせんこうげんせん）は、和歌山県紀の川市の北部にある林道。 通称、紀泉高原スカイラインと呼ばれ、現在は紀の川市が維持・管理している。 本道は全線を通して和歌山県内のみを通る。（尾根沿い道路北側が府県境）
- 設計幅員: 6m
- 陸上距離: 10,569m
- 起点: 和歌山県紀の川市神通 （大阪府道・和歌山県道62号泉佐野打田線交点、 神通温泉前）
- 終点: 和歌山県紀の川市切畑 （和泉葛城山頂付近すぐ東側）

## 主な接続道路
- 大阪府道・和歌山県道62号泉佐野打田線 （紀の川市神通：起点）
- 林道重谷線 （紀の川市切畑：終点 - 紀の川市名手市場方面へ至る。）
- 林道牛滝線 （紀の川市切畑：終点 - 岸和田市牛滝・内畑町方面へ至る。）

## 沿線風景・施設
- 基本的に全線1.5 - 2車線で、乗用車同士の離合で困ることはあまりない。
- 起点からしばらくは和泉山脈の尾根へ向かってジグザグ状に坂を登っていく。整備時期が新しく、路面状態はよいが、部分的に小規模な崖崩れがおきており、注意を要する。
- 尾根まで登ると景色が開けてくる。起点から約7km程のところに「ハイランドパーク粉河」があり、駐車場と売店がある。
- ハイランドパーク粉河を過ぎ、和泉葛城山頂付近までは、道路の整備時期が古くなるので路面状態が良くない。オートバイでの走行は注意を要する。
- 和泉葛城山頂付近に駐車場と売店がある。 すぐ東に終点のロータリー交差点がある。